# آرام گریگوریان
آرام ارامائیسی گریگوریان (ارمنی: Արամ Արամայիսի Գրիգորյան؛ زادهٔ ۲۷ سپتامبر ۱۹۷۷) سیاست‌مدار اهل جمهوری آرتساخ است. وی پیشتر معاون وزیر بهداشت جمهوری آرتساخ بود. گریگوریان بین سال‌های ۲۰۱۵ تا ۲۰۲۰ نماینده دوره ششم مجلس ملی جمهوری آرتساخ بود.

## زندگی‌نامه
گریگوریان در ۲۷ سپتامبر ۱۹۷۷ ‏در استپاناکرت به دنیا آمد. وی در بین سال‌های ۱۹۹۳ تا ۱۹۹۵ در ارتش تدافعی جمهوری آرتساخ خدمت نمود. وی در سال ۱۹۹۹ از دانشگاه پزشکی دولتی ایروان فارغ‌التحصیل شد. وی متأهل و صاحب یک فرزند است.